# Thomas Brezina
Thomas Conrad Brezina (ur. 30 stycznia 1963 w Wiedniu) – austriacki autor literatury dla dzieci i młodzieży. Jego książki przetłumaczono na 32 języki, w tym na polski. Najbardziej znany z serii Klub detektywów i Hot Dogi. W Polsce ukazały się również m.in. Drapacz chmur Frankensteina, Tajemnica Katie, Tajemnica Emmy, Obłęd! Jestem Gwiazdą! oraz seria Żadnych chłopaków! Wstęp tylko dla czarownic, do której zaliczają się tomy: Rywalki Nierozłączki, Sposób na braci, Fatalne zaklęcie, Szkoła pełna czarów, Więcej czadu dla mamy, Nasza normalnie nienormalna rodzina, Czarownice ze szkolnej ławki, Czas na baty, Zaczarowane wakacje, Tato! Więcej kasy!, Czarownica z wymiany, Pies jedynym ratunkiem, Czarownica na koń!, Siostruniu, chyba ci odbiło! i Szalone dziewczyny na wariackiej imprezie.
Mieszka w Wiedniu oraz w Londynie.